# Karl Heinrich Georg Venturini
Karl Heinrich Georg Venturini (1771 – 1849) fue un teólogo alemán.
Pertenece al primer racionalismo alemán. Contribuyó al movimiento denominado Antigua búsqueda del Jesús histórico iniciado por Hermann Samuel Reimarus.
Escribió una vida de Jesús en 1806. Planteó la teoría de que Jesús de Nazaret pertenecía al grupo de los esenios.